# John Clifford
John Clifford (Sawley, 16 ottobre 1836 – Londra, 20 novembre 1923) è stato un politico britannico.
Figlio di un macchinista, da ragazzo lavorò in una fabbrica di merletto, dove attirò l'attenzione dei dirigenti della comunità battista, che lo mandarono all'accademia di Leicester e al collegio battista di Nottingham per essere istruito per il ministero. Nel 1858 fu chiamato alla cappella di Praed Street, Paddington (Londra), e mentre vi officiava frequentò l'University College e proseguì la sua formazione lavorando al British Museum. 
Si iscrisse all'Università di Londra nel 1859, e ottenne nel tempo il Bachelor of Arts (1861), Bachelor of Science (1862), Master of Arts (1864), e Bachelor of Laws (1866); nel 1883 gli fu conferita la laurea honoris causa dal Bates College (Stati Uniti). Tale riconoscimento, ottenuto da un college minore, gli attirò critiche sarcastiche, ma Clifford non se ne curò dal momento che i risultati conseguiti presso l'Università di Londra fornivano le prove del suo valore. 
Alla cappella di Praed Street ottenne progressivamente un grande seguito e nel 1877 la cappella di Westbourne Park fu aperta per lui. Come predicatore, scrittore, propagandista e candidato del liberali, diventò una potenza nel campo anticonformista. Fu presidente della Associazione Battista Londra nel 1879, dell'Unione Battista nel 1888 e nel 1899, e del Consiglio Nazionale delle Chiese Evangeliche nel 1898. Fu scelto come membro dell'esecutivo del comitato di conciliazione Sud Africa.
Il periodo della sua massima importanza in politica va dal 1903 in poi, in conseguenza del suo appoggio alla resistenza passiva all'Education Act del 1902. In questo movimento egli si gettò con ardore militante, assieme ad altri numerosi anticonformisti: la loro protesta prendeva le mosse dalla convinzione che l'Education Act fosse funzionale al sostegno dell'insegnamento religioso-confessionale nelle scuole. Il movimento di resistenza passiva, con Clifford come il suo principale leader, contribuì alla sconfitta del governo unionista nel gennaio del 1906, e i suoi sforzi si diressero quindi a ottenere una nuova legge che non fosse confessionale.
Il rifiuto della legge di Augustine Birrell nel 1906 dalla House of Lords fu accompagnata da denunce di tale organismo da parte del Clifford e dei suoi seguaci; ma il fallimento da parte dei ministri liberali di arrivare a qualsiasi soluzione del problema dell'istruzione, causato non solo dal Parlamento ma anche dall'intrinseca difficoltà della materia, fece capire all'opinione pubblica che la facile denuncia della legge del 1902, che aveva avuto una grande parte nelle elezioni del 1906, non era così semplice da mettere in pratica, e che un compromesso con gli avversari sarebbe stata l'unica soluzione. Nel frattempo la resistenza passiva perse il suo interesse, anche se il Clifford e i suoi seguaci continuarono a protestare.